# 품계
품계(品階)는 동양에서 신하들의 계급을 나타내는 급제도이다. 이 제도는 중국의 수(隋)·당(唐)시대에 확정되었으며 정1품~종9품까지 있고 정,종을 합치면 18계급이며 나라마다 급에 있는 신하들의 관직이 다르다. 조선시대에는 6품관 이상만 각 품계마다 상하계를 두어 총 18품 30계였으며, 당상(堂上)에 있는 교의(交椅)에 앉을 수 있는 정3품 상계 통정대부(通政大夫) 이상을 당상관(堂上官)이라고 했으며 그 아래를 당하관으로 하고, 당하관 가운데 매일 아침 국왕을 배알하던 약식(略式) 조회(朝會)인 상참(上參)에 참여할 수 있는 통훈대부(通訓大夫) 이하 종6품까지를 참상관(參上官)이라고 하고, 상참에 참여할 수 없는 정7품부터 종9품까지를 참하관(參下:參外)라 하여 구분하였다.
일본의 경우는 기본적으로 같으나 호칭만 다른 위계라는 제도가 있다.

## 같이 보기
- 고려의 품계
- 조선의 품계
- 품계석
- 신하
- 조선
- 위계